# Solenangis scandens
Solenangis scandens är en orkidéart som först beskrevs av Rudolf Schlechter, och fick sitt nu gällande namn av Rudolf Schlechter. Solenangis scandens ingår i släktet Solenangis och familjen orkidéer. Inga underarter finns listade i Catalogue of Life.